# Asura platyrhabda
Asura platyrhabda är en fjärilsart som beskrevs av Willie Horace Thomas Tams 1935. Asura platyrhabda ingår i släktet Asura och familjen björnspinnare. Inga underarter finns listade i Catalogue of Life.